# 阿拉维斯体育
艾拉維斯體育（西班牙語：Deportivo Alavés）是一家位於西班牙北部巴斯克自治區維多利亞的足球俱乐部，於1921年成立，球會主場門迪索羅薩球場可容納19,500人。球队的主场球衣是蓝白条纹衬衫、蓝色短裤和白色袜子。
艾拉維斯歷史上最輝煌的成績包括：
- 2001年打入歐洲足協盃決賽，最終以 4–5 不敵利物浦而屈居亞軍；
- 2017年打入西班牙國王杯决赛，最终以 3–1 负于巴塞罗那而屈居亚军。

## 球會榮譽
- 歐洲足協盃
  - 亞軍（1次）：2001年

## 著名球員
- 艾雲甘保（Iván Campo）
- 祖迪告魯夫（Jordi Cruijff）
- 華丹奴（Jorge Valdano）
- 克里斯蒂安·瓦杜茲（Vadócz Krisztián）

## 外部連結
- 艾拉維斯官方網站 （页面存档备份，存于）（西班牙語）
- Eztanda Norte Hintxa Taldea Supporters （页面存档备份，存于）（巴斯克語 西班牙語）
- 阿拉维斯体育的新浪微博